# Junea emilia
Junea emilia är en fjärilsart som beskrevs av Butler 1866. Junea emilia ingår i släktet Junea och familjen praktfjärilar. Inga underarter finns listade i Catalogue of Life.